# Liocranoeca
Liocranoeca is een geslacht van spinnen uit de familie bodemzakspinnen (Liocranidae).

## Soorten
De volgende soorten zijn bij het geslacht ingedeeld:
- Liocranoeca emertoni (Kaston, 1938)
- Liocranoeca spasskyi Ponomarev, 2007
- Liocranoeca striata (Kulczyński, 1882)
  - Liocranoeca striata gracilior (Kulczyński, 1898)